# Forskningsbibliotekar
i Danmark en i 1969 indført stillingsbetegnelse for et forskningsbiblioteks akademisk uddannede medarbejdere. Før 1969 blev de akademiske medarbejdere i forskningsbibliotekerne betegnet "bibliotekarer" og de ikke-akademiske medarbejdere blev betegnet "biblioteksassistenter". 
Fra 1969 uddannede Danmarks Biblioteksskole (DB) bibliotekarer rettet mod forskningsbibliotekerne. De blev betegnet "sektion II-bibliotekarer" (som modsætning til "sektion I-bibliotekarer", der var rettet i mod folkebibliotekerne). Herved kom der to typer af bibliotekarer i forskningsbibliotekerne: Forskningsbibliotekarer og "bibliotekarer i forskningsbibliotekerne" (eller "sektion II-bibliotekarer" eller blot "bibliotekarer"). "Forskningsbibliotekarerne" har en akademisk uddannelse i et fag (fx jura, musik eller kemi), evt. med en bibliotekarisk videreuddannelse. "Bibliotekarerne" er uddannet fra Danmarks Biblioteksskole. I 1985 blev de to linjer i bibliotekaruddannelsen på DB slået sammen til en fællesuddannelse, men de to forskellige typer af bibliotekarer i forskningsbibliotekerne fortsatte med at eksistere.
Larsen (2009) belyser udviklingen i Statsbibliotekets personaleforbrug i perioden 1998-2007. Andelen af bibliotekarer er fx 3 gange så stort som andelen af forskningsbibliotekarer, men begge personalegrupper har haft en tilbagegang, der er relativ ens. (Kontorfunktionærer har haft en kraftigere tilbagegang, mens andre medarbejdere, herunder IT-medarbejdere, har oplevet en kraftig vækst, således at de nu (næsten) udgør den største personalegruppe).
Siden 1990 er bibliotekaruddannelserne på Danmarks Biblioteksskole selv blevet akademiske uddannelser (og fra 1998 har DB fået universitetsstatus). Forskningsbibliotekarer er de akademiske medarbejdere, der har en anden akademisk baggrund. Jf. dokumentalist.

## Funktion
Forskningsbibliotekarer fungerer ofte som fagreferent (emnespecialist) med ansvar for materialeanskaffelser, klassifikation og indeksering samt avanceret brugerbetjening inden for det fag, de er uddannet i. Forskningsbibliotekarer kan udføre forskning, men behøver ikke gøre dette. Betegnelsen betyder ikke "forskende bibliotekar", men "bibliotekar med funktion i relation til forskning og videregående uddannelse".

## Forskningsbibliotekaruddannelse
Forskningsbibliotekar- og dokumentalistuddannelsen (FoD) var den BDI-faglige del af uddannelse til forskningsbibliotekar og dokumentalist. FoD-uddannelsen på Danmarks Biblioteksskole fik sin første selvstændige bekendtgørelse i 1969, der afløste en bekendtgørelse fra 1957. I 1987 udkom en ny bekendtgørelse og i 1992 fik FoD-uddannelsen sin sidste bekendtgørelse. I 2000 var 20 FoD-hold blevet uddannet. Fra 2002 blev forskningsbibliotekaruddannelsen afløst af et spor 2 på masteruddannelsen, der sigter mod den studerendes varetagelse af funktioner som forskningsbibliotekar, fagreferent eller dokumentalist i forskningsbiblioteker og andre faglige og videnskabelige informationstjenester. 

## Links
Bibliotekar
Informationsspecialist